# Pennisetum bambusiforme
Pennisetum bambusiforme är en gräsart som först beskrevs av Eugène Pierre Nicolas Fournier, och fick sitt nu gällande namn av Benjamin Daydon Jackson. Pennisetum bambusiforme ingår i släktet borstgräs, och familjen gräs. Inga underarter finns listade i Catalogue of Life.